# Regent Street

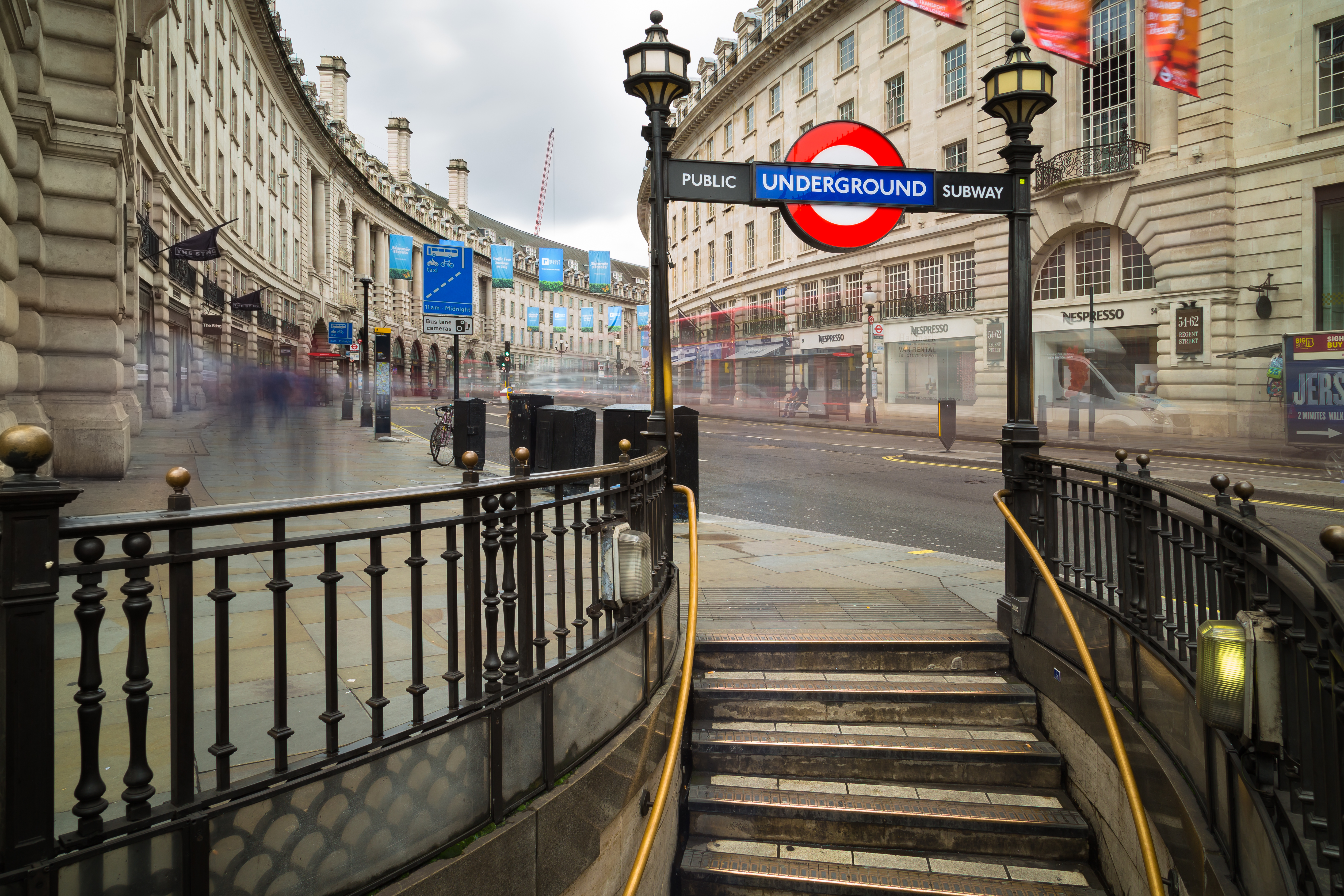
Regent Street in London

Die Regent Street in London ist eine Haupteinkaufsstraße und Verkehrsader im West End der Stadt.
Benannt nach dem Prinzregenten und späteren König Georg IV., wurde sie 1811 bis 1825 von John Nash als Teil einer Zeremonienstraße von der Residenz des Regenten St James’s Palace zum Regent’s Park erbaut. Sie führt nördlich vom Waterloo Place als Lower Regent Street zum Piccadilly Circus und hinter dem Platz als The Quadrant und dann als Regent Street weiter bis zum Oxford Circus. Als Upper Regent Street zieht sie sich schließlich bis zum Langham Place, Cavendish Place und zur Mortimer Street hin. Alle von Nash errichteten Gebäude wurden in den 1920er Jahren von Bauten im Neobarockstil ersetzt. Der größte Teil der Regent Street ist im Besitz des Crown Estate.
Charakteristisch für die Regent Street ist ihr weltbekannter Abschnitt am Piccadilly Circus, in dem die Straße auf einem Kreisbogen verläuft.